# 伊斯特拉1961足球俱樂部
伊斯特拉1961足球俱樂部（NK Istra 1961）是克羅地亞的足球俱樂部。位於普拉。目前參加克羅地亞足球甲級聯賽的賽事。

## 外部連結
- 官方网站 （克羅埃西亞文）
- Istra 1961 profile （页面存档备份，存于） at UEFA.com
- Istra 1961 profile （页面存档备份，存于） at Sportnet.hr （克羅埃西亞文）
- Istra 1961 profile （页面存档备份，存于） at Nogometni magazin （克羅埃西亞文）